# Pseudocerastes persicus
Pseudocerastes persicus är en orm i familjen huggormar som förekommer i Asien.
Kroppslängden utan svans är cirka 70 cm och svanslängden ligger vid 8 cm. Kroppen har en gråbrun grundfärg och dessutom förekommer mörkbruna fläckar med svarta kanter.
Utbredningsområdet sträcker sig från Iran och södra Turkmenistan över Afghanistan och Pakistan till Indien. Mindre avskilda populationer lever i norra Irak, södra Azerbajdzjan och på Arabiska halvön i nordöstra Oman. Denna orm påträffas i låglandet och i bergstrakter upp till 1800 meter över havet. Habitatet utgörs av buskskogar och av andra landskap med glest fördelade buskar. Individerna gömmer sig ofta under stenar, i buskar eller i jordhålor. Pseudocerastes persicus har främst småfåglar som föda. Antagligen kläcks äggen i honans kropp (ovovivipari).
Under historien fångades många exemplar för hudens skull. Hotet finns inte kvar på grund av att behovet täcks med exemplar som hölls i fångenskap. Fortfarande samlas flera individer för medicinska ändamål. Därför blev arten i begränsade regioner mycket sällsynt. I andra områden finns en större population kvar. IUCN listar arten som livskraftig (LC).